# 古納·韓德森
古納·藍道·韓德森（英語：Gunnar Randal Henderson，2001年6月29日—）為美國職棒大聯盟的三壘手與游擊手，目前效力於巴爾的摩金鶯。他在2023年拿下新人王與銀棒獎。

## 職業生涯
2019年大聯盟選秀，金鶯在第二輪42順位選進韓德森。他從新人聯盟起步，繳出2成59的打擊率。
2020年，小聯盟賽事因COVID-19疫情肆虐全球而全面暫停。2021年，他升上低階1A，並在季中升上高階1A和2A。
2022年，韓德森進入百大新秀榜單。他在2A繳出3成12的打擊率，並敲出8轟與35分打點，因此在季中升上3A。6月28日，他在小聯盟達成完全打擊。他還入選了全明星未來之星賽。
2022年8月31日，韓德森登上大聯盟。整季他的打擊率為2成59，並敲出4轟與18分打點。同年，他還獲選為年度最佳小聯盟球員。
2023年，韓德森繳出2成55的打擊率，並敲出28轟與82分打點。他不僅獲得銀棒獎，還全票通過獲選美聯新人王。

## 外部連結
- 球員資訊和成績在MLB，ESPN，Baseball Reference，Fangraphs（英文）